# Cambados
Cambados là một đô thị trong tỉnh Pontevedra, Galicia, Tây Ban Nha.

Cambados

42°30′B 8°48′T / 42,5°B 8,8°T
Bản mẫu:Costas